# Palácio do Itamaraty
O Palácio do Itamaraty é uma edificação oitocentista brasileiro, de grande valor histórico e artístico, situada na cidade do Rio de Janeiro. 
O palácio foi sucessivamente residência nobre, sede do primeiro governo republicano (1889–1898) e sede do Ministério das Relações Exteriores (1897–1970). Atualmente funciona como sede do Escritório de Representação do Ministério das Relações Exteriores (MRE) no Rio de Janeiro, Arquivo Histórico, Mapoteca, Museu Histórico e Diplomático e sede do Centro de História e Documentação Diplomática da Fundação Alexandre de Gusmão.

## Significado do nome
Segundo Navarro, há diferentes possibilidades para o significado do nome, que tem origem tupi-guarani. Entre as etimologias possíveis, há: "rio das pedras pequenas", pela junção de itá (pedra), mirim (pequeno) e ty (rio); "corrente por entre pedras soltas", de ita-marã-ty; pedra branca, de itá-moroti; "madeira duríssima e alva", de itamará ou ytamirá + ti ou -tim, rio dos cristais, itá’mberá’ty  ou y + itá vera (pedra clara, cristal) + tĩ ou t'y: rio), etc.

## História

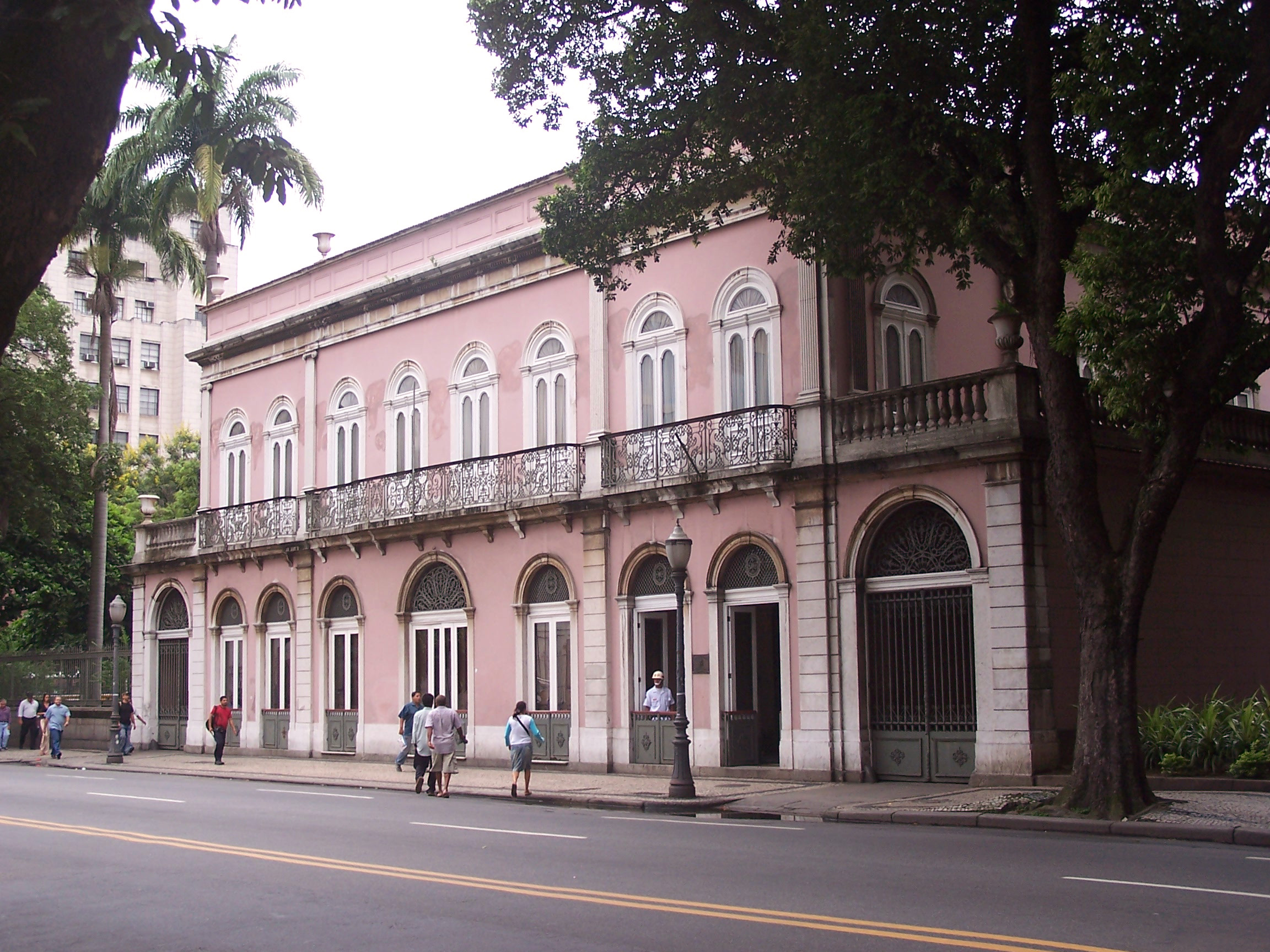
Fachada neoclássica (c.1855) do Palácio do Itamaraty.

O Palácio do Itamaraty foi construído entre 1851 e 1855 por Francisco José da Rocha Leão, conde de Itamaraty, filho do primeiro barão de Itamaraty. A obra é do arquiteto brasileiro José Maria Jacinto Rebelo, discípulo de Grandjean de Montigny, arquiteto francês radicado no Brasil.
O edifício principal, em estilo neoclássico, é rigorosamente simétrico e de proporções nobres, o que é típico da sua obra de Jacinto Rebelo.

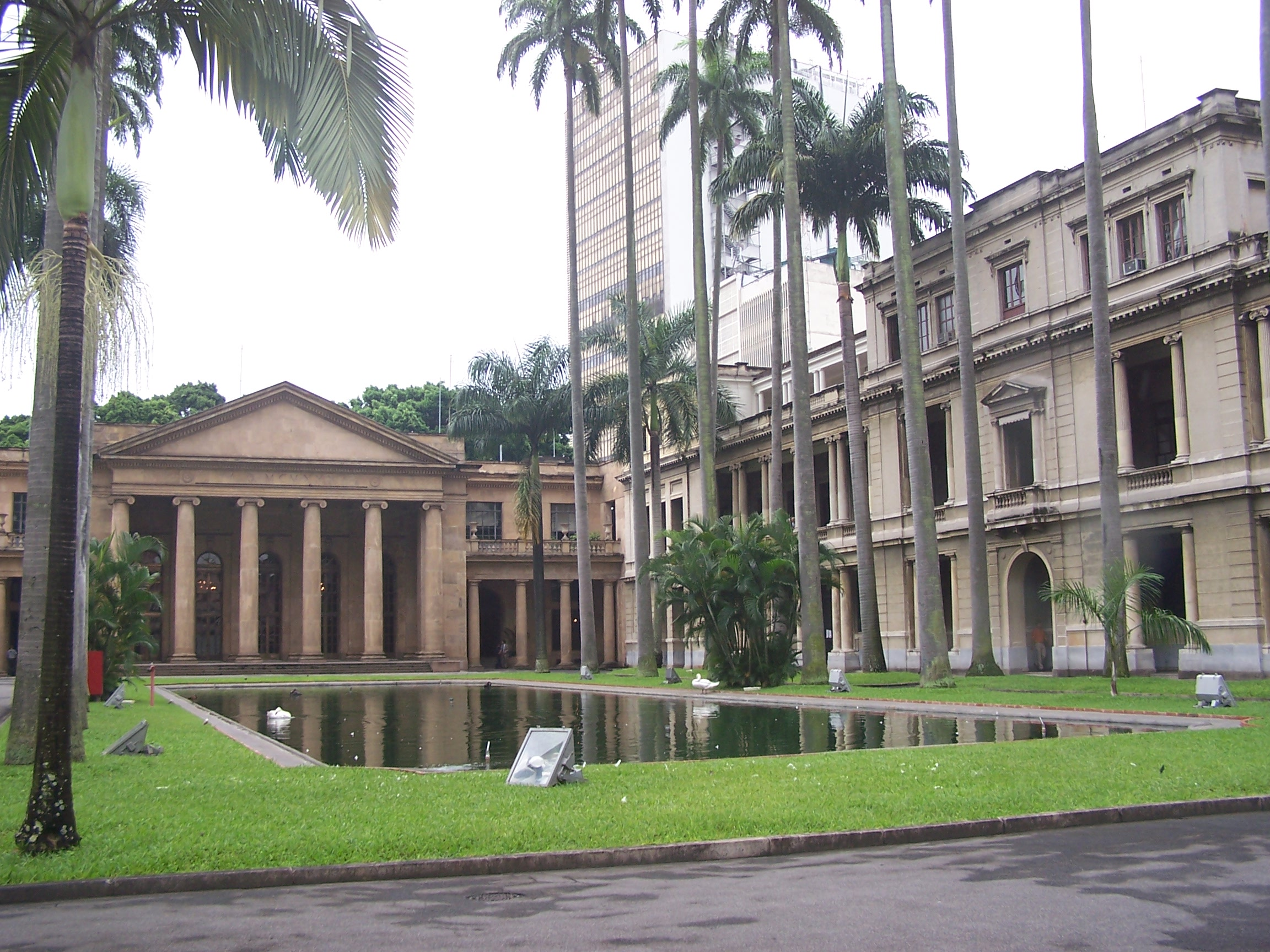
Vista externa do palácio, com vista para o espelho d'água.

Na parte posterior do palácio foi construído um espelho d'água ladeado de palmeiras imperiais. Alguns dos edifícios ao redor do pátio foram reformados entre 1927 e 1930 pelo arquiteto francês Joseph Gire, pelo escocês Robert Prentice e pelo austríaco Anton Floderer, em estilo neoclássico de tendência "Beaux-Arts".
Robert Prentice e Anton Floderer projetaram  a biblioteca, através de um projeto ganhador de um concurso promovido pelo Instituto de Arquitetos do Brasil. A biblioteca foi construída entre 1928 e 1930 para guardar os arquivos, biblioteca e mapas doados ao governo pelo barão de Rio Branco.. Joseph Gire projetou a cimalha, as galerias de acesso aos salões e alterações na fachada. (fonte: Relatório do Ministério dos Assuntos Exteriores, 1930)

### Sede do Ministério das Relações Exteriores
Foi sede do governo republicano de 1889 a 1898 e sede do Ministério das Relações Exteriores (MRE) de 1899 a 1970. A relação estabelecida entre a diplomacia brasileira e o antigo edifício que sediou o MRE por sete décadas fez que o termo Itamaraty se tenha tornado cognome oficial do referido Ministério.
O palácio, hoje, é escritório de representação do Ministério das Relações Exteriores no Rio de Janeiro. Parte do palácio abriga os grandes acervos do Museu Histórico e Diplomático, do Arquivo Histórico e da Mapoteca. O prédio também abriga o Escritório de Informações das Nações Unidas (ONU) no Brasil e o Centro de História e Documentação Diplomática da Fundação Alexandre de Gusmão.
O palácio foi o oitavo prédio tombado no Brasil, em 1938.